# Mughiphantes mughi
Mughiphantes mughi là một loài nhện trong họ Linyphiidae.
Loài này thuộc chi Mughiphantes. Mughiphantes mughi được miêu tả năm 1875 bởi Fickert.